# Huaca Huantille
La Huaca Huantille es un sitio arqueológico ubicado en el distrito de Magdalena del Mar, en la ciudad de Lima, capital del Perú. Es una estructura piramidal que perteneció a la cultura Ichma (900-1450 d. C.) y que también fue ocupada por los incas (1450-1532 d. C.). Fue el templo principal de un conjunto del que formaban parte otras cinco huacas, las cuales ya no existen. En época reciente fue ocupada por un grupo de invasores de terrenos; sin embargo, en 2006, se recuperó la zona y se empezaron a realizar obras de investigación, restauración y puesta en valor.

## Ubicación
Esta huaca es el único sitio arqueológico situado en el distrito de Magdalena del Mar, de la provincia de Lima. Es un asentamiento prehispánico que habría formado parte del señorío Ychsma y conformaba a su vez uno de los asentamientos principales del Curacazgo de Lima. Se ubicada en el actual distrito de Magdalena del Mar Jr. Castilla N°1211, perteneciente a la ciudad metropolitana de Lima. Se halla rodeado por los jirones Mariscal Castilla (sur), Rufino Echenique y Ayacucho (oeste), José Salas (norte) y Rufino Echenique y Huamanga (este). Ocupa once mil metros cuadrados, lo que equivale solo al 30 por ciento de su área original, resultado de la bárbara devastación que sufrió a lo largo de la época contemporánea.

## Antigüedad
Los Ychsma, antiguos pobladores de Huantille, fueron un grupo de pequeñas naciones a las que se le llama Curacazgo, ya que estuvieron a cargo de un gobernante denominado Curaca. Esta cultura se desarrolló durante el periodo de los años 1200 a 1450 d. C. No obstante, según la arqueóloga Luisa Díaz Arriola, la sociedad ychsma se desarrolló entre los años 1000 y 1532 d. C., y estuvo conformada por varios curacazgos que se asentaron en los valles bajos de los ríos Rímac y Lurín. 
A pesar de las constantes afectaciones que sufrió este monumento arqueológico, Huaca Huntille, de acuerdo a lo señalado por Guillen (2007), fue la más importante edificación de un grupo de monumentos conocidos en la actualidad con el nombre de Grupo Huantille; entre las edificaciones que se hallaron en la década del 40 fueron demolidas Huaca I, Huaca II, Huaca III y Huaca IV que estaban ubicadas a pocos metros de Huantille.

## Significado del vocablo Ychsma
Ychsma fue el nombre original del señorío y su capital, denominación que fue cambiada por la de Pachacamac a partir de la conquista inca. Esa voz quechua significa el hacedor o creador del Mundo, el creador de la tierra o el que le da vida al mundo. Revela la cualidad creadora asignada a ese dios, que era la deidad tutelar y protectora, venerada por los habitantes de la costa, así como por otros grupos extranjeros. Cuando el Topa Inca conquistó el centro ceremonial de Pachacamac, él le ofreció a la deidad grandes sacrificios. Este relato muestra la importancia política y religiosa del oráculo para el Estado inca.

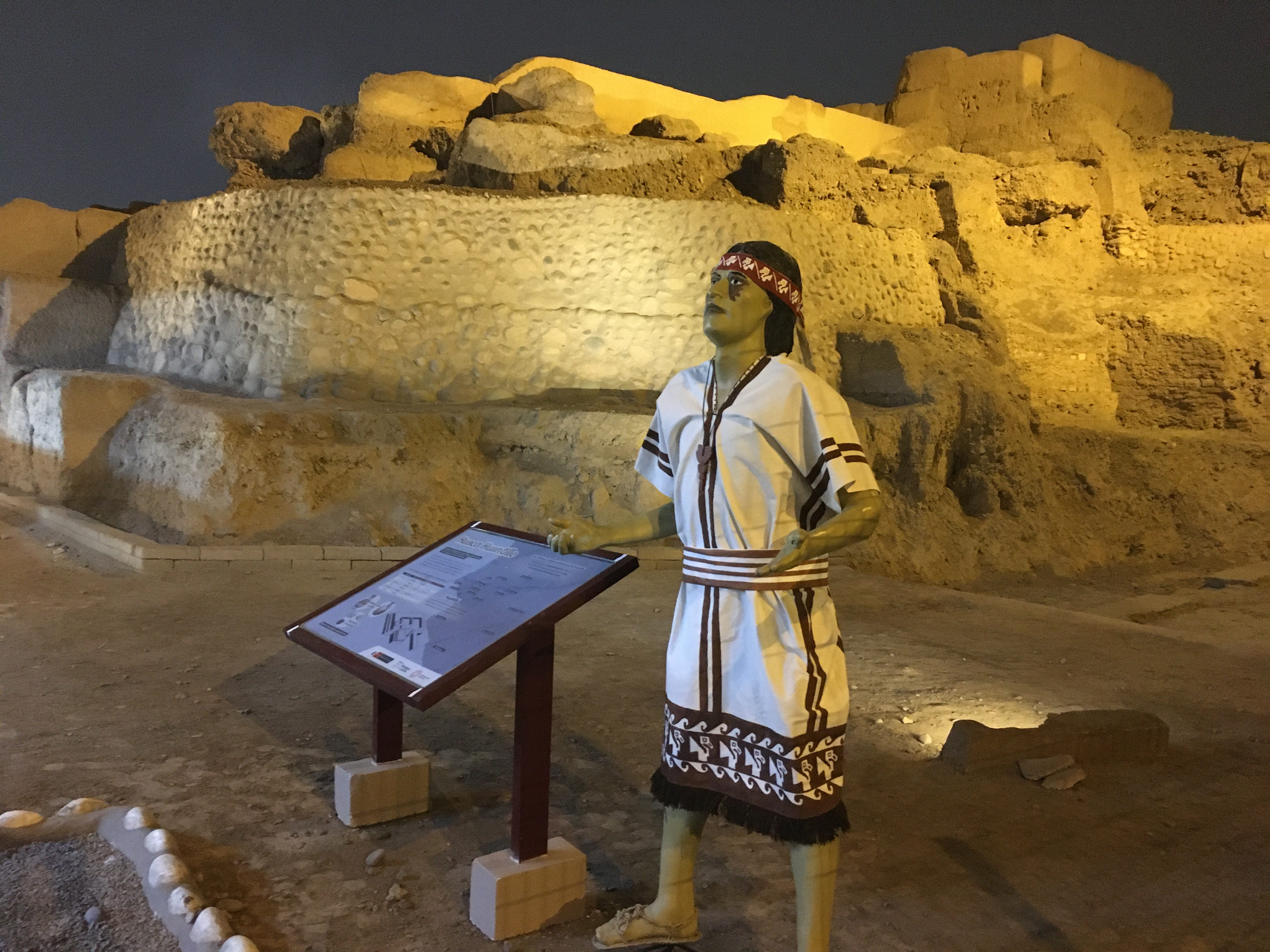
Fotografía: Habitante ychsma vestido con traje tradicional, denominado "Unku".

En tiempos anteriores al Tawantinsuyo, la divinidad y el señorío habrían tenido el nombre de irma, o ichma, o ychima, o ychsma, o izma. Este vocablo hace alusión a la acción de pintarse el rostro de color rojo. El origen del pigmento podría provenir del achiote o del azogue que al aplicarse da un color rojo bermellón.
Se piensa que la coloración roja fue utilizada en las ceremonias y rituales dedicados al dios local. Rostworowski (1977) señala que otras posibles fuentes de este colorante podrían haber sido la hematita y la arcilla (u ocre) que se pueden extraer de Tablada de Lurín, en Villa María del Triunfo. (Díaz, 2022, p.28)

## Cronología
- Intermedio Tardío (900-1450 d. C.). Bajo la jurisdicción del curacazgo de Maranga, dependiente a la vez del Señorío Ichma.
- Horizonte Tardío (1450-1532 d. C.) Ocupación inca.

## Historia
Durante los Estados Regionales (1000-1450 d. C.) y el Imperio inca (1450-1532 d. C.) surgió en la costa central peruana la sociedad ychsma, también conocida como el señorío ychsma.
Durante los Estados Regionales los ychsma prosperaron e interactuaron con las culturas vecinas de los valles de Chancay, al norte; de los valles de Asia y Cañete, al sur; y de otros valles más lejanos. Con la conquista de los incas se hizo más intensa la interacción con los chimú de la costa norte, y los chincha de la costa sur; haciéndose más notoria la presencia de estas identidades étnicas como resultado del dominio incaico sobre los grupos étnicos conquistados.
Los inca movilizaron mitmaqkunas –o mitimaes que corresponde a colonos o personas que no residían en su lugar de origen étnico y que fueron trasplantados a un nuevo lugar–, bienes suntuarios y materias primas de todos los Andes centrales hacia la región de Lima. Y la llegada hispana en 1533 ocasionó que las poblaciones locales ychsma fueran reorganizadas territorialmente. Se crearon nuevos pueblos y se inició su evangelización forzada. Pueblos como el Santísimo Salvador de Pachacamac y Santiago de Surco, que hoy dan origen a los distritos de Pachacamac y Surco, fueron creados a partir de 1572 como pueblos de indios o reducciones toledanas. (Díaz, 2022, p.19-20).
Panel informativo en la puerta de ingreso a la Huaca Huantille
El sitio arqueológico Huaca Huantille es considerado uno de los templos de mayor relevancia en el valle de Lima. Para el arqueólogo Julio C. Tello (1936), este valle fue el lugar más importante de la Costa, toda vez que para los Incas, este lugar tenía gran importancia como punto estratégico para el comercio, administración y militar. En consecuencia se asentaron aldeas que fueron considerados centros de administración y gobierno como parte del poderoso imperio incaico. Las Huacas, eran templos ubicados el centro de las zonas urbanas, en estos lugares residían personas de alto nivel jerárquico, tales como: sacerdotes y militares.

## Arquitectura
En 1892, el arqueólogo y antropólogo Adolph Bandelier, describió la zona detallando docenas de montículos de los cuales sobresale uno que consiste en dos pirámides escalonadas con rampas de gran tamaño y adosadas que se orientan hacia el Este.
Este recinto arqueológico, se encuentra ubicado en el actual distrito de Magdalena del Mar - Lima - Perú (zona urbana), y comprendía hasta la década de los años 40’, cuatro huacas que desaparecieron debido a la expansión urbana e invasiones. La pirámide tiene 16 metros de altura, abarcando un área de 3 hectáreas aproximadamente.

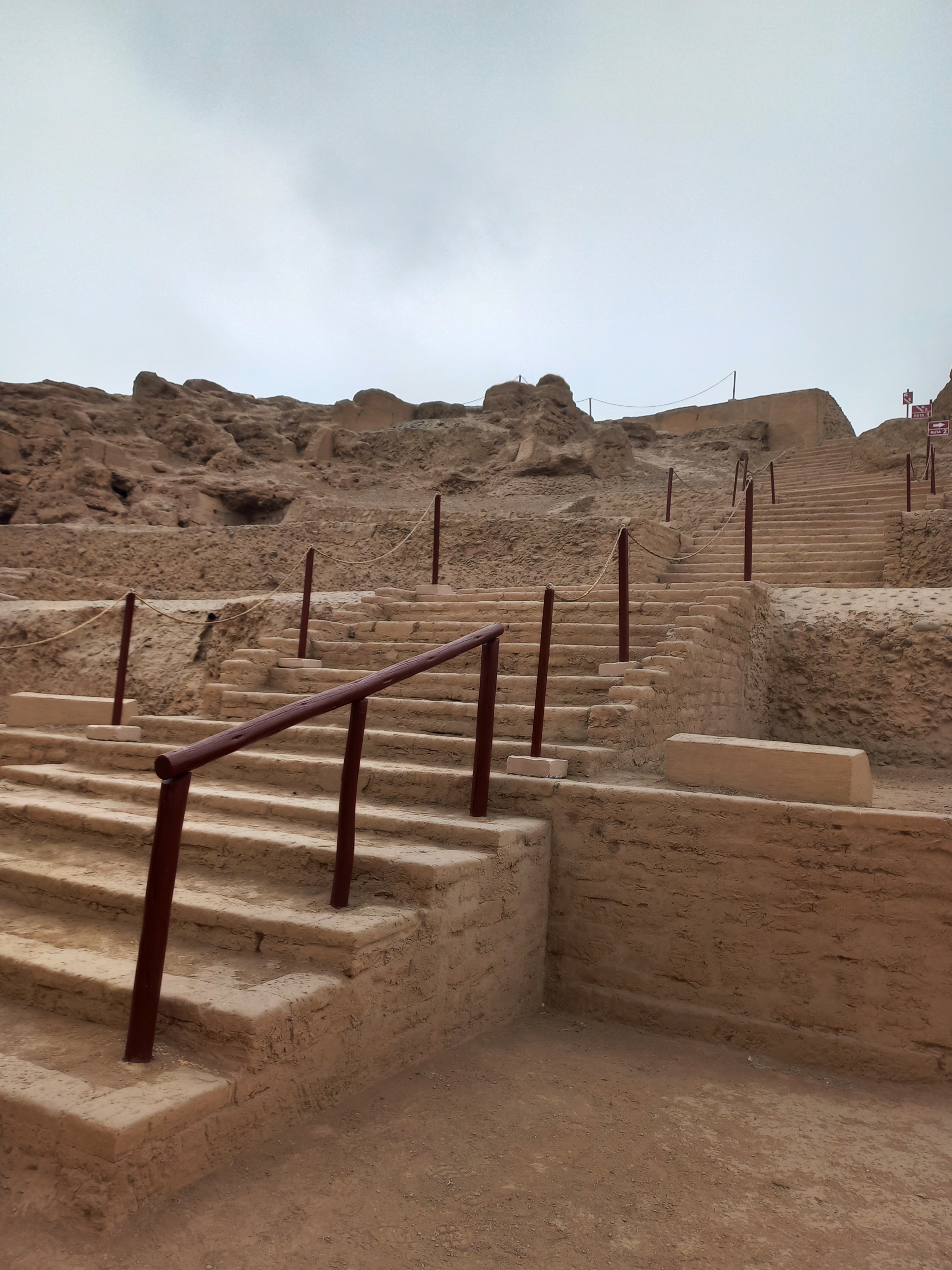

Esta huaca estaba compuesta por una cadena de recintos ordenadamente estructurados que están comunicados pero tienen accesos diferenciados, teniendo como principal eje una plaza principal que contenía unas banquetas al lado estructuradas en forma de L, en las que no solamente tenía como función la comunicación al exterior mediante una escalera, sino que también se le hacía uso para las reuniones de la élite o gobernante en las que se tomaban decisiones acerca de la producción y la distribución. 

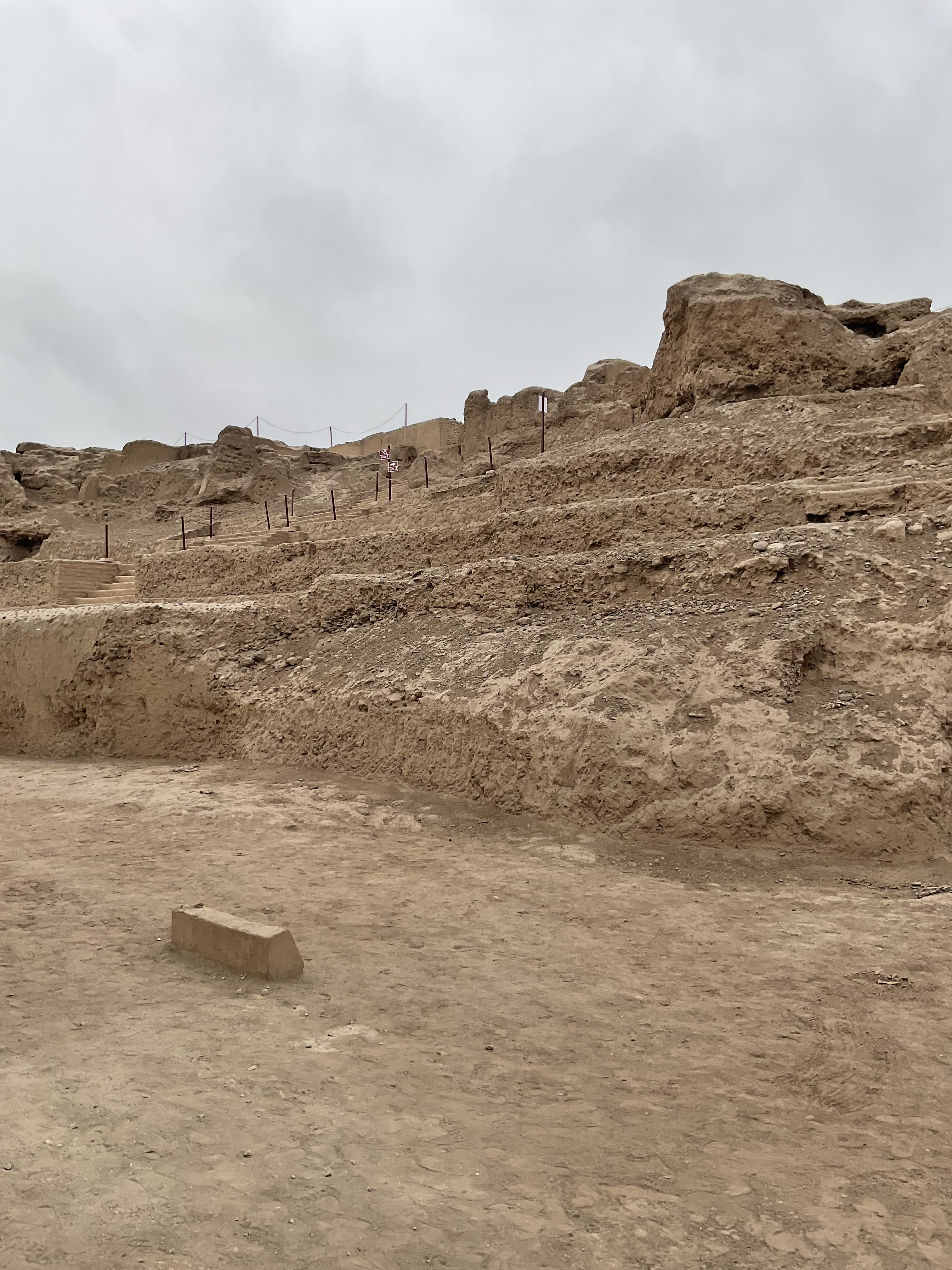
Fotografía: Parte lateral de la Huaca Huantille, se aprecian los muros y el material utilizado.

El monumento se caracteriza por ser una pirámide aterrazada trunca con escalinata central. Su construcción a base de muros de tapia, que fueron utilizados a manera de grandes terrazas para su fachada, lo cual le dio una morfología de una gran pirámide trunca que alcanzó una altura de 16 m, así como la utilización de muros gruesos a doble cara para sus recintos interiores, ubicados en la parte alta de edificio; la mayoría pintados de color blanco, teniéndose evidencia de muros internos pintados de amarillo, así como muros con decoraciones de volutas de color rojo, en recintos que aun no han sido excavados en su integridad.

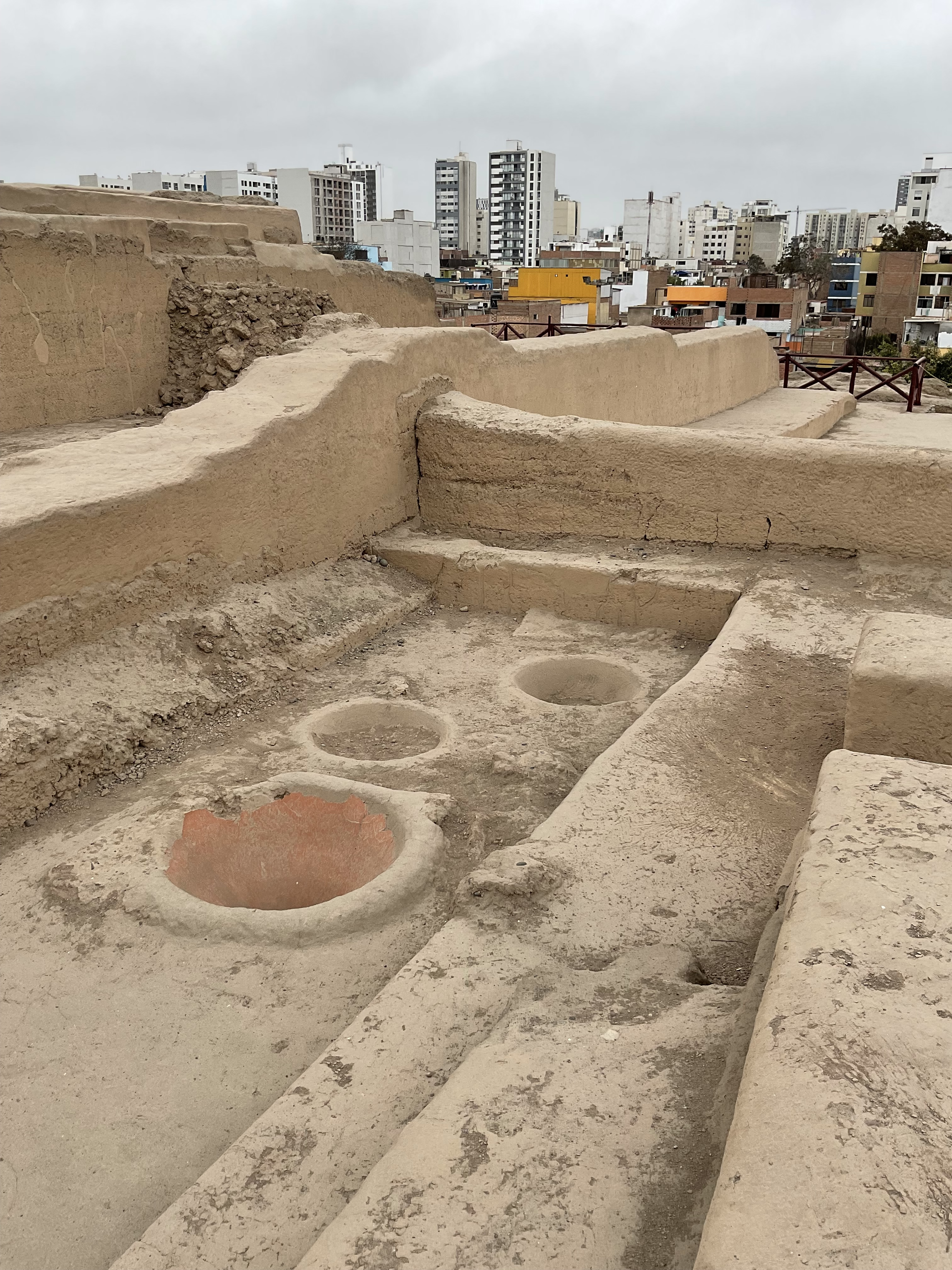
Fotografía: Muros de adobe y tapial, se aprecian utensilios para bebidas para uso ceremonial.

Los materiales de construcción utilizados fueron variados. En la costa, la piedra fue un elemento primordial en edificaciones tempranas, sin embargo, posteriormente el uso del tapial y el adobe, ambos materiales muy manejables y de fácil conservación debido a la zona árida y a la escasa lluvia de la región, fueron los materiales mayormente utilizados. En la sierra, el predominio de la piedra se observa en todos los tiempos, no obstante, el uso del adobe no fue ajeno en esta región, siendo la explicación de su menor utilización la escasa preservación debido a las intensas lluvias.

## Descripción
Es un conjunto arquitectónico edificado a partir de muros de contención con rellenos de tierra y cantos rodados, y muros superficiales en la parte superior o tapiales. La fachada este, que es la mejor conservada, está construida a base de plataformas superpuestas que le dan una forma piramidal. Sobre esas plataformas se hallaron fogones con evidencias de ofrendas de animales (cuy, camélidos) y productos agrícolas (maní, maíz, gramíneas). Asimismo, se hallaron muros policromos de color azul, gris y blanco, con diseños geométricos en bajo relieve. Su sección central está organizada en recintos, patios, plazas, escaleras y pasadizos. La sección norte constituye su fachada principal y está vinculada a una escalinata central de acceso a la plaza, así como con plataformas superpuestas todavía enterradas. 

## Contexto histórico
Huantille surgió como una de las principales sedes ceremoniales del señorío Ichma, hacia el siglo X, edificada a base de tapiales o adobones, según la técnica constructiva de esa época. Dependía del curazcazgo de Maranga y se hallaba conectado por redes de caminos con otros sitios monumentales de la época, situados a pocos kilómetros, como las huacas de Mateo Salado, la huaca Tres Palos y algunas del Parque de Las Leyendas que forman parte del complejo Maranga.
Debido a su gran tamaño, algunos arqueólogos sostuvieron que este conjunto arquitectónico habría tenido funciones defensivas para proteger la ciudad de Huatica o Maranga. Es por ello que a veces aparece denominada como la Fortaleza de Huantille. Sin embargo, actualmente la posición más aceptada es que debió funcionar como un centro administrativo y religioso, el mismo que fue aprovechado también por los incas, luego que conquistaran el valle del Rímac, hacia 1450.

## Exploraciones delsigloXIX
En 1872 E. George Squier visitó las ruinas situadas al sur de Lima, entre ellas una que llamó Templo de Magdalena (por estar ubicado en el antiguo pueblo de La Magdalena), de la que resaltó su suntuosa construcción, finamente decorada, atribuyéndole ser la sede del famoso ídolo denominado Rímac o Límac, mencionado por los cronistas como el más importante oráculo del valle del Rímac, que competía con el de Pachacámac, situado más al sur, en el valle de Lurín.
En 1873, el explorador Thomas J. Hutchinson en su libro Two Years in Perú, with exploration of Antiquities, describió a una huaca denominada entonces San Miguel, que no es otra que Huantille. Afirmó que se trataba de una estructura enorme de 170 yardas de longitud por 168 a 170 de anchura y de cerca de 90 pies de alto, la cual contaba con numerosos compartimientos o divisiones por muro.
El alemán Ernst W. Middendorf recorrió la zona por la década de 1880 y en una obra que escribió después dice que «si continuamos nuestro paseo desde La Magdalena... encontraremos una Fortaleza que por su gran extensión se distingue, de todas las demás de esta región. Se trata de la huaca San Miguel, llamada así por el nombre de la hacienda vecina…»
El estadounidense Adolph Bandelier, en un plano que hizo de La Magdalena en 1892, destaca a la huaca como la más imponente de una docena de montículos esparcidos en la zona.

## Devastación contemporánea
A partir de la década de 1940, con la expansión desordenada de la capital, muchas huacas limeñas empezaron a ser demolidas y aprovechados sus restos como materiales de construcción. Entre ellas se hallaba el conjunto de Huantille. En la década de 1960, la parte norte de la huaca fue invadida. En 1968 fue recortada por la Junta Nacional de Vivienda con el fin de construir un mercado por el lado sur. Incluso, en 1972, el alcalde del distrito, Alberto Yábar, propuso su demolición para construir allí un centro cívico, lo que felizmente no se concretó.
En 1987, el alcalde distrital Ricardo Flores cercó la zona arqueológica, pero sin intentar reubicar a los invasores, que en el 2006 sumaban medio centenar de familias, las mismas que en su afán de ampliar sus precarias viviendas fueron destruyendo paulatinamente los muros de la huaca. Esta fue también usada como refugio de delincuentes y adictos a las drogas. Los moradores de las urbanizaciones aledañas, inconscientes de su valor arqueológico, llegaron incluso a pedir su demolición.

## Patrimonio cultural
Mediante Resolución Directoral Nacional N° 425/INC, de fecha 23 de mayo de 2001, la zona arqueológica de “Huantille” o “Echenique” es declarada Patrimonio Cultural de la Nación, aprobándose el Plano Perimétrico N°021-INC-COFOPRI-2000 a Escala 1/500, la cual se consigna un área intangible de 1 Ha + 1,133.73 m2 y un perímetro de 426.09 metros lineales, que rectifica el área señalada en las anteriores Resoluciones Ministeriales N°732-87-ED y N°0527-94-ED, que señalaban un perímetro de 410.56 metros lineales.
Después de haber sufrido serios daños debido a la invasión urbana durante varias décadas, la Huaca Huantille fue recuperada en el año 2006, gracias a la gestión de la comuna de Magdalena del Mar, siendo puesta en valor de un patrimonio cultural de la nación.

## Recuperación y puesta en valor
En el 2001 el monumento fue declarado Patrimonio Cultural de la Nación. Finalmente, en 2006 se recupera la Huaca para incluirla dentro del circuito turístico de su distrito. Tras sostener varios diálogos con los invasores, estos aceptaron trasladarse a otras zonas. Quedando solo 3 familias que a la fecha mantienen un proceso judicial no concluido con el Estado peruano.
La Municipalidad de Magdalena del Mar, con asesoría del  Instituto Nacional de Cultura (hoy Ministerio de Cultura), emprendió el proyecto de investigación, conservación y puesta en valor de la huaca, a cargo del Arqueólogo Marco Antonio Guillén Hugo.
Décadas de abandono y depredación dejaron como resultado que solo se conserve una tercera parte del monumento, pese a lo cual mantiene todavía una imponente extensión. En el transcurso de las obras de recuperación se han venido realizando importantes hallazgos. Se desenterraron varios fardos funerarios, entre los que destaca una momia conservada de 1,70 m de largo y el fardo de un niño de aproximadamente 3 años de edad. Asociado a estos entierros se encontraron vasijas de cerámica, mates decorados, dijes de metal (cobre, plata u oro) y textiles. Asimismo, las excavaciones han puesto al descubierto recintos, patios y una gran escalinata central, que le da una singular característica a este monumento de la cultura Ichma.

2019: en enero de este año las áreas interiores de la Huaca se encontraban con grandes cantidades de desmonte y basura. La gestión del alcalde Carlomagno Chacón procedió a retirar los residuos y el material, procedió a su limpieza e inicio el camino a su renovación.
2022: La Huaca Huantille, el principal recinto arqueológico de Magdalena del Mar y uno de los más importantes de la capital, cuenta con un nuevo y moderno cerco perimétrico, luego que culminaron los trabajos ejecutados por la Municipalidad. El alcalde del distrito, Carlomagno Chacón, informó que el nuevo cerco que se ubica en 3 frentes (las calles Castilla, Huamanga y Echenique), es moderno, más seguro y amigable con el entorno urbano, reemplazando el anterior que representaba un serio riesgo para la integridad de los visitantes y los peatones que circulaban por la zona. También se realizaron trabajos de mejoramiento del sistema de iluminación arquitectónica de la Huaca, lo que permitirá que en horas de la noche pueda ser apreciada en toda su dimensión desde los exteriores por los vecinos y visitantes. Ahora cuenta con recorridos turísticos permanentes y también nocturnos, así como una Sala de Lectura infantil y una sala de exposiciones.  

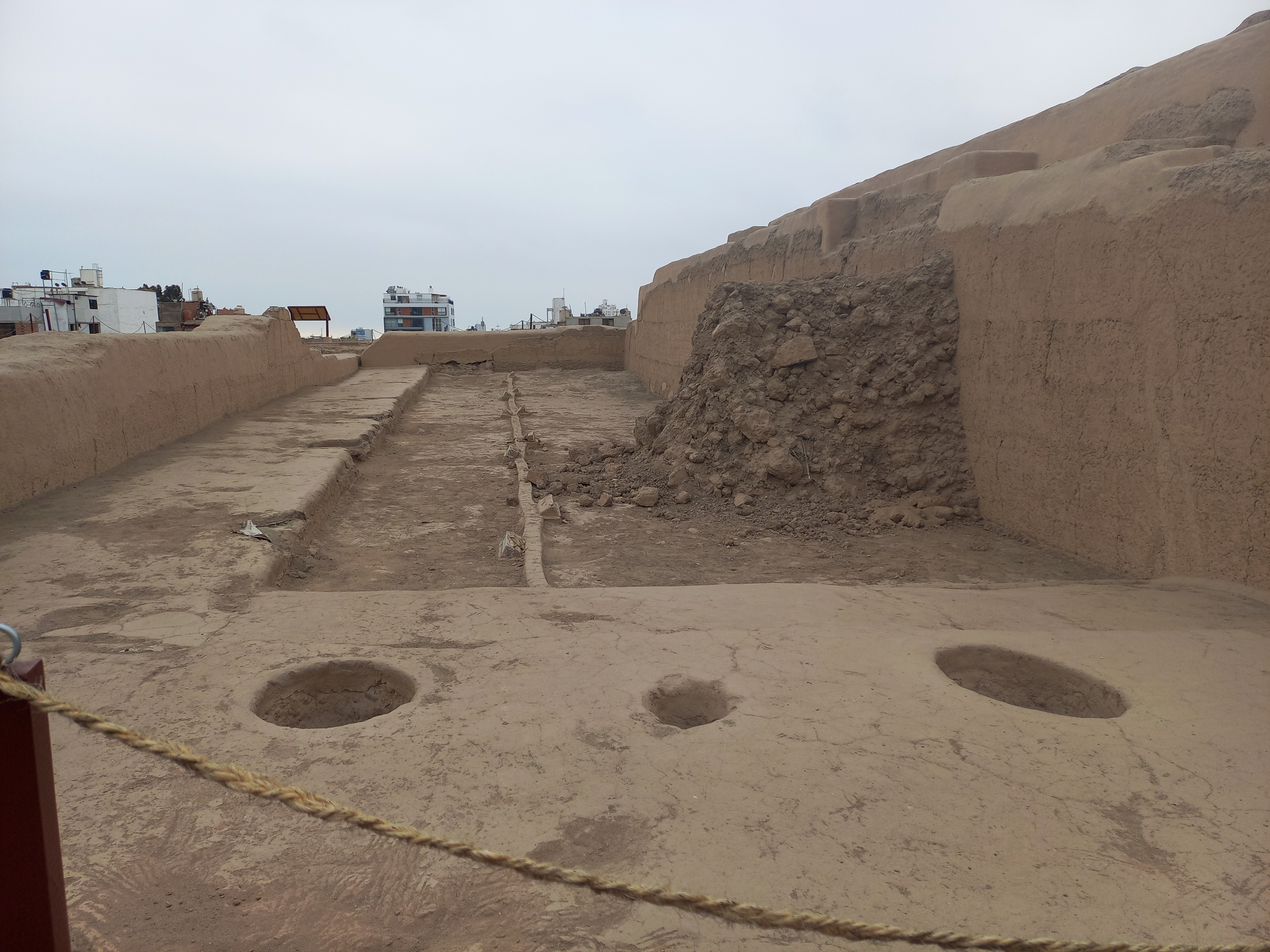
Zona donde se realizaban las ofrendas

## Ofrendas
La Huaca Huantille también era usado como centro de peregrinación, en el cual se realizaban ceremonias donde se daban ofrendas tales como vegetales, hojas de pacae, frutos, y cáscaras de maní, entre otros. También se realizaban ofrendas de productos marinos pero en menor proporción. Estas ofrendas se colocaban según el tipo, si eran productos marinos como cangrejo o peces, eran situados en hoyos superficiales, comúnmente acompañados con maní y hojas de pacae. En cambio con otro tipo de ofrendas como grama salada, eran colocados en superficies húmedas y algunas veces en medio de los rellenos.

## Cerámica

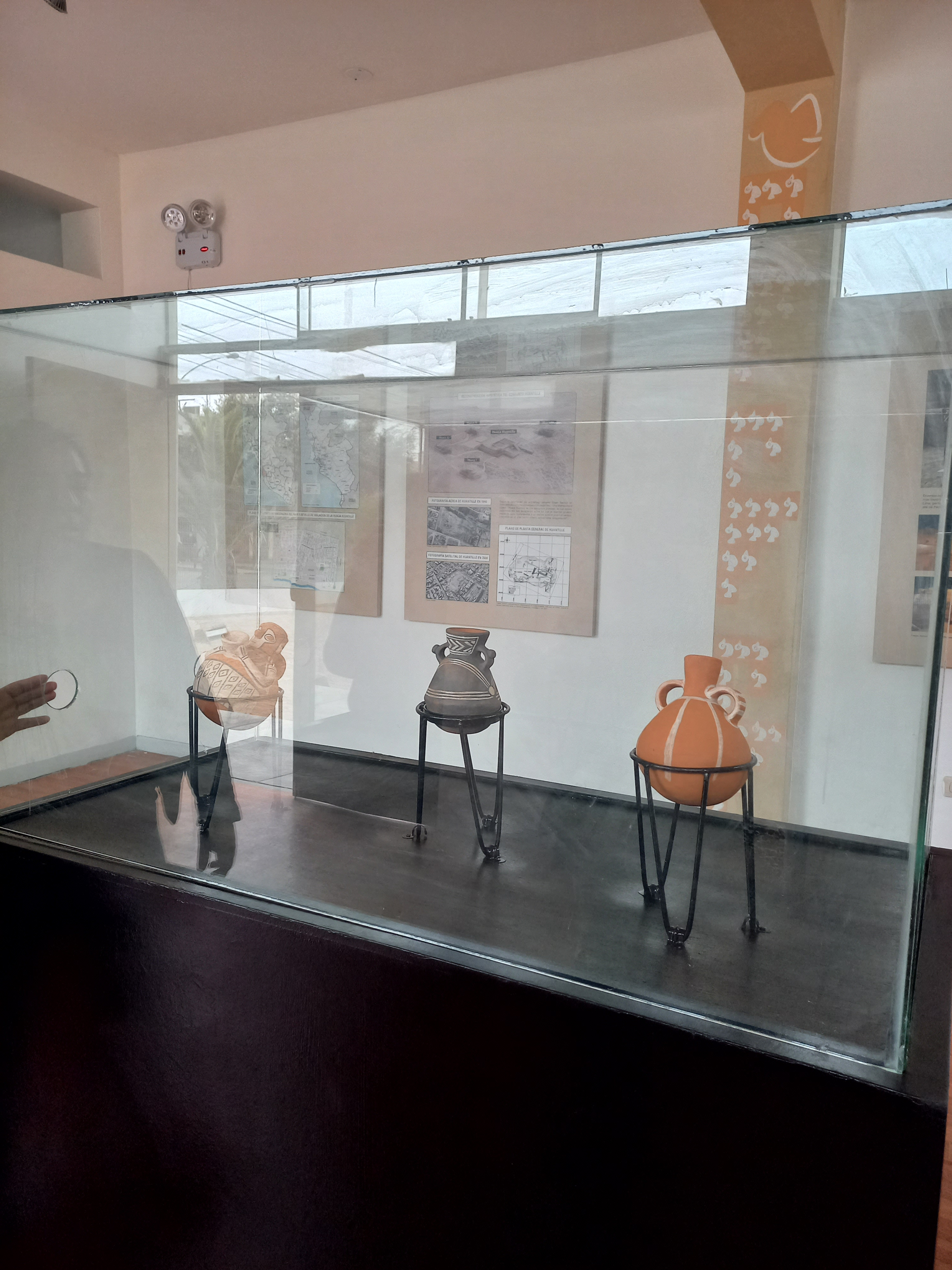
Cerámica

Respecto a su cerámica, se evidencia completamente después de varias investigaciones y análisis el intercambio de conocimientos con otros centros poblados del Antiguo Perú, por esto se pudo rescatar piezas de estilo chancay en los rellenos constructivos y los contextos funerarios. De la misma manera, los objetos que se encontraban en mejor estado de conservación fueron los que menor tamaño tenían, esto se debió ya que la mayoría de cerámica encontrada se caracterizaba por su fragmentería que estaba caracterizada por cántaros grandes, vasijas, tinajas y ollas por lo general, así como también pequeñas jarras para el vertido de líquido. También se lograron encontrar fragmentos de figurinas antropomorfa y zoomorfa. Por otro lado, se puede clasificar el decorado de su cerámica como decorado y sin decorar, utilitario y ceremonial, entre las que abundan los cántaros de cuello efigie. La cerámica que fue analizaba pudo analizar que se caracterizó por tener algún tipo de acceso importado.

## Entierros

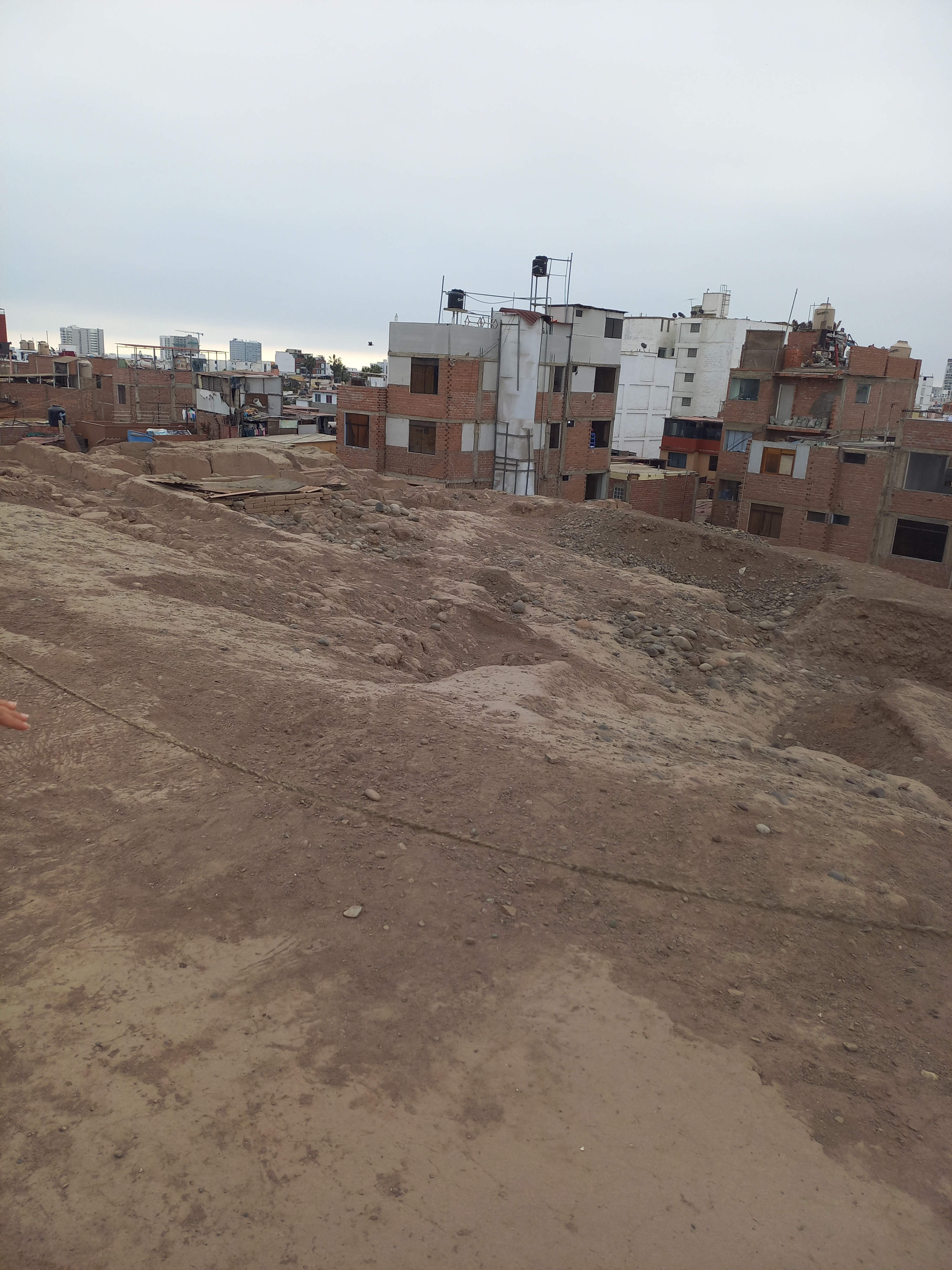
Entierros Huantille

Según las investigaciones y hallazgos de los entierros en la Huaca Huantille, se han podido identificar dos momentos en los que se dieron primordialmente. La primera fue en la época de los Ychsma, donde eran enterrados en posición fetal, acompañados con objetos de metal encontrados en la zona del tórax, así como también en otros casos acompañados de vasijas al costado de los individuos, de la misma manera se pudo investigar que varios se encontraban asentados sobre amplios mates. El segundo momento en el que se dieron los entierros fue en la época de la conquista española, aunque todavía no se tiene información más detallada sobre este momento.

## Datos
Esta huaca tiene la particularidad de que a pesar de estar en un estado deteriorado, sigue presente a lo largo de todo este tiempo en el distrito de Magdalena. Cabe resaltar que esta huaca también perteneció a la cultura Inca posteriormente a la cultura Ychsma, sin embargo aunque la presencia de los incas haya existido, no hay muchas investigaciones arqueológicas al respecto, se cree que motivo de esto puede ser el desgaste de la huaca en el periodo las invasiones haciendo que esta información de perdiera. En el 2006 la Huaca Huantille fue abierta al público y empezó su reconstrucción, luego de la negociación dada con el público asentado en el lugar. A pesar de lo mencionado, Huantille todavía deja al descubierto toda su historia y detalles parte de su arquitectura, tales como sus plazas, muros de varios colores (blanco, rojo y amarillo), y su particular construcción que se caracterizaba primordialmente por su acceso por la escalinata que llevaba a la parte del patio en lo más alto.

## Línea de tiempo
Según la arqueóloga Luisa Díaz Arriola, la sociedad ychsma se desarrolló entre los años 1000 y 1532 d. C.

Su construcción y apogeo datan del intermedio tardío, periodo clasificado por Jhon Rowe, entre los años 900 y 1440 d. C. Pasó por dos momentos: Por la cultura Ichma y la cultura inca aproximadamente en 1450 d. C.